# Каторжні поселення Австралії
Каторжні поселення Австралії — об'єкт Світової спадщини ЮНЕСКО, що складається з 11 каторжних поселень, побудованих Британською імперією в XVIII—XIX століттях на родючих австралійських прибережних землях в Сіднеї, Тасманії, острові Норфолк і Фрімантлі; являють собою «… кращі збережені приклади великомасштабного переселення злочинців і колоніального розширення європейських метрополій за допомогою злочинців і їх праці.»